# Phyllanthus itatiaiensis
Phyllanthus itatiaiensis là một loài thực vật có hoa trong họ Diệp hạ châu. Loài này được Brade miêu tả khoa học đầu tiên năm 1957.